# 비아이매트릭스
비아이매트릭스(BI MATRIX Co., Ltd.)주식회사는 데이터 분석 AI 솔루션을 개발하는 한국의 기업이다. 대표이사는 배영근이며 본사가 서울시 강남구 선릉로 433, 세방빌딩 신관 17층(역삼동)이다. IBK투자증권을 주관사로 23년 11월 9일에 상장했다.

## 참고문헌
1. ↑  신동윤, 배영근 비아이매트릭스 대표 “IPO로 美시장 공략”, 해럴드경제, 2023.10.13
2. ↑  박재현, 비아이매트릭스, 상장 초읽기 돌입…생성형 AI 기업 도약 ‘박차’, 아이티데일리, 2023.10.17

## 같이 보기
- 위세아이텍
- 투비소프트
- 토마토시스템
- 인스웨이브시스템즈
- 케이사인
- 브리지텍